# 바다열차
바다열차(-列車)는 코레일관광개발 주관으로 삼척해변역과 강릉역을 왕복하는 관광열차이다. 2014년 1월 4일부터 4량 편성으로 운행되었다. 평일 기준 1일 2회 강릉역과 삼척해변역을 왕복하며 주말과 공휴일, 일부 평일 아침에는 열차가 추가로 운행되어 1일 3회 왕복하였다. 

## 개요 및 역사
바다열차는 2007년 7월 25일 도시통근형 디젤 액압 동차를 개조해 3량 편성으로 개통하였으며, 삼척선 여객 취급도 재개되었다. 운행 기간 도중 김대중 대통령 내외가 탑승하기도 했다. 2013년 8월 26일부터 2014년 1월 3일까지 차량 전면보수와 디자인 변경 등으로 운행이 잠정 중단되었다가, 2014년 1월 4일 4량 편성으로 운행을 재개하였다. 2014년 9월 15일부터 경강선 공사로 인해 강릉역이 영업 중단되어 임시로 정동진역을 출발하여 안인역을 경유한 후 정동진역과 삼척역 사이를 왕복 운행하였다. 이 때 안인역에서는 승하차가 불가능했다. 2018년 7월 18일부터 다시 강릉역 방면 운행이 재개되었다. 2019년 6월 3일에 동해선 공사로 인해 삼척역 영업 중단으로 삼척해변역이 종착역이 되었다. 2023년 12월 25일에 운행을 종료하였다.

## 차량 번호
도시통근형 디젤 액압 동차를 사용하며, 운행 초창기에는 통근열차 등급으로 운행되었으나 이후에는 새마을호 등급으로 운행되었다.
| 객차번호 | 사용 용도      | 객실             | 개조 일자 |
| -------- | -------------- | ---------------- | --------- |
| 9564     | Mc(동력제어차) | 특실, 프로포즈실 | 2007년    |
| 9666     | M(동력차)      | 특실, 프로포즈실 | 2007년    |
| 9663     | M(동력차)      | 가족실, 스낵바   | 2014년    |
| 9565     | Mc(동력제어차) | 일반실, 포토존   | 2007년    |

## 승차
- 바다열차는 코레일관광개발에서 주관하기 때문에 별도의 홈페이지에서 예약해야 한다. 출발 2일 전까지 인터넷으로 예약이 가능하며 전화 예약은 불가능하다. 잔여석이 있을 경우 삼척해변역, 동해역, 묵호역, 정동진역, 강릉역에서도 예매가 가능하며 그 외의 역에서는 예매가 불가능하다.
- 1호차와 2호차는 편도 16,000원 4호차는 13,000원의 운임으로 운영되며 만 12세 이하의 어린이, 경로, 장애인, 국가유공자, 지역 주민(강릉시, 동해시, 삼척시 거주자)은 10% 할인된 가격으로 이용할 수 있다.
- 가족석인 3호차는 4인 기준 50,000원에 프로포즈실은 2인 기준 50,000원에 운영된다.
- 강릉역, 정동진역, 묵호역, 동해역, 추암역은 승차권이 발매되지 않는다.

## 사진

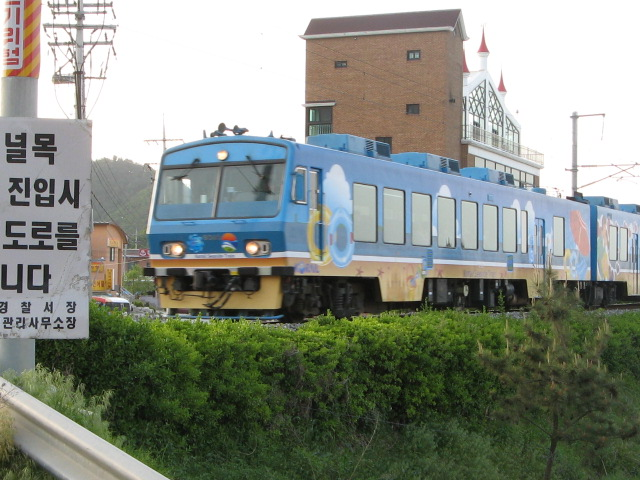
정동진 해수욕장 건널목 2008년 5월
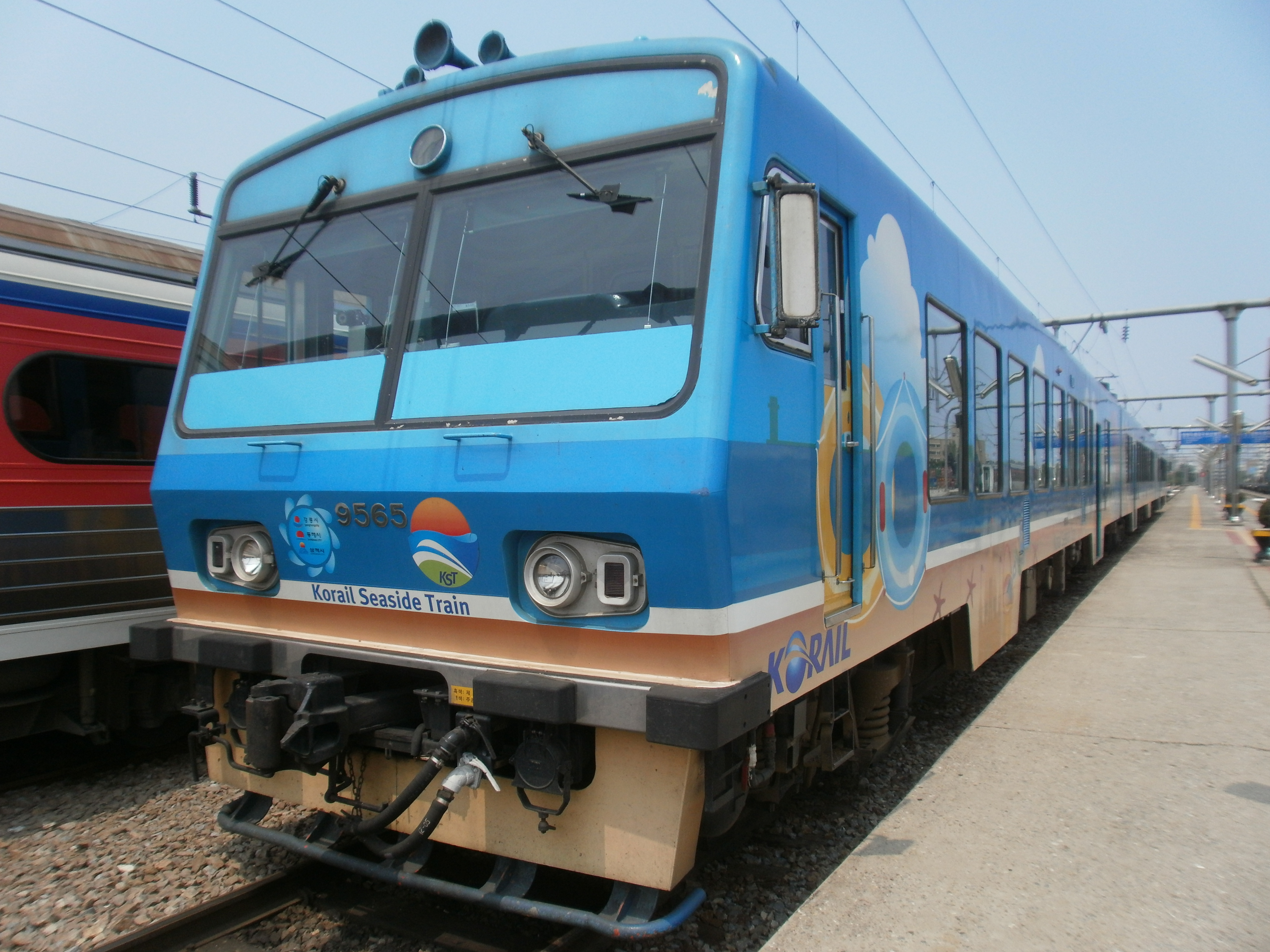
2014년 이전 도색
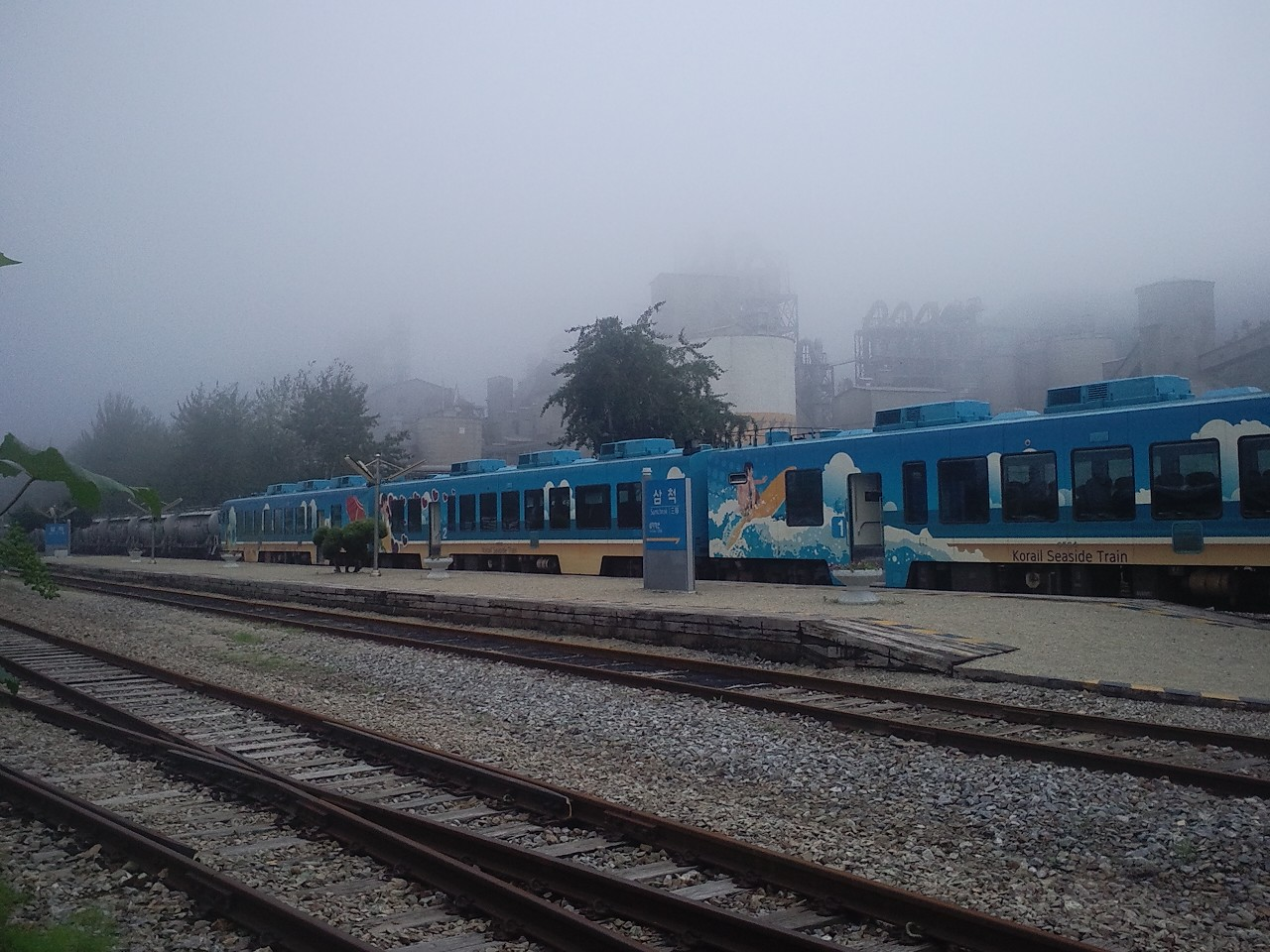
삼척역에서 운행 대기 중인 모습 (이전 도색)
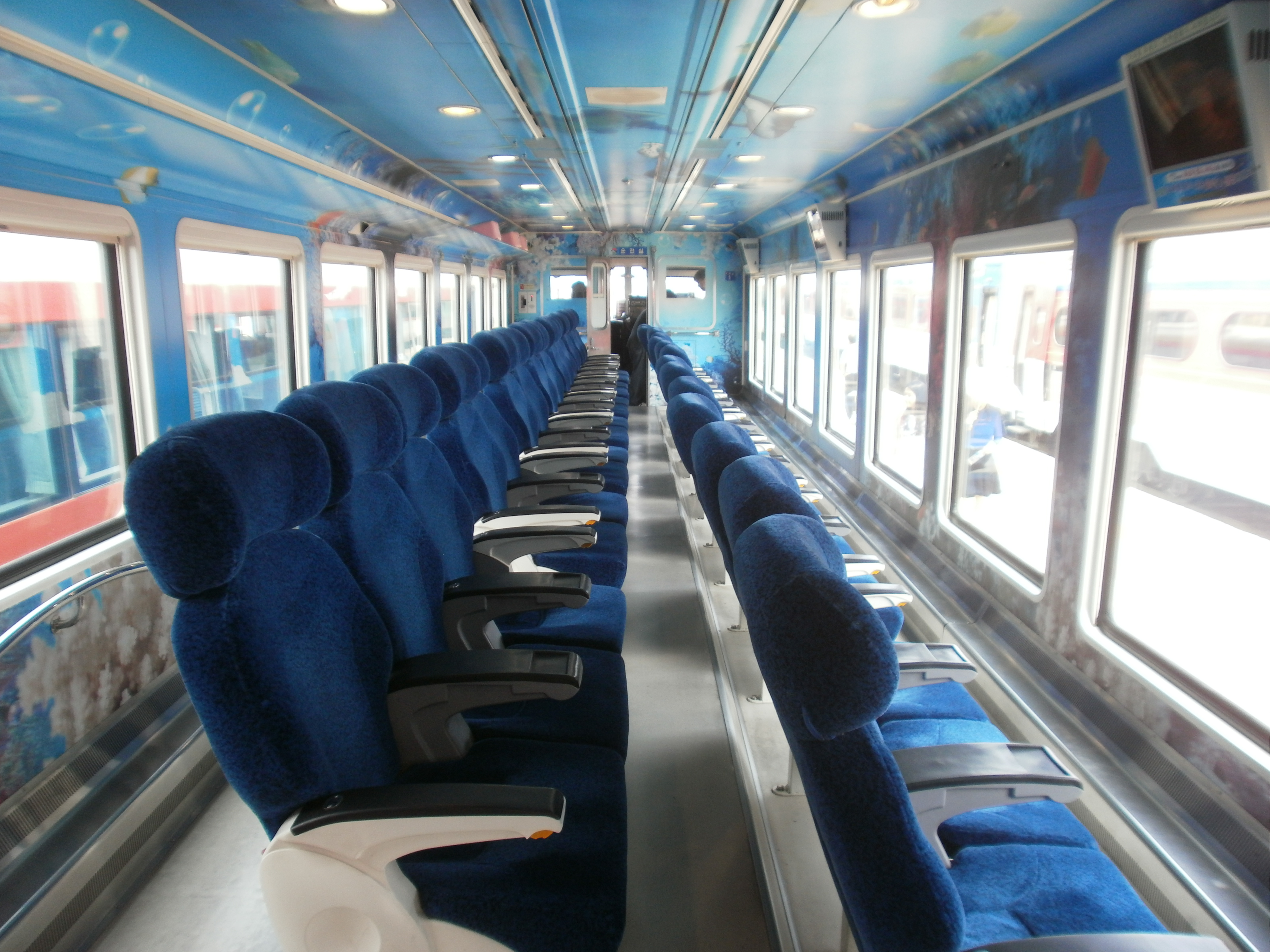
1호차 특실 내부
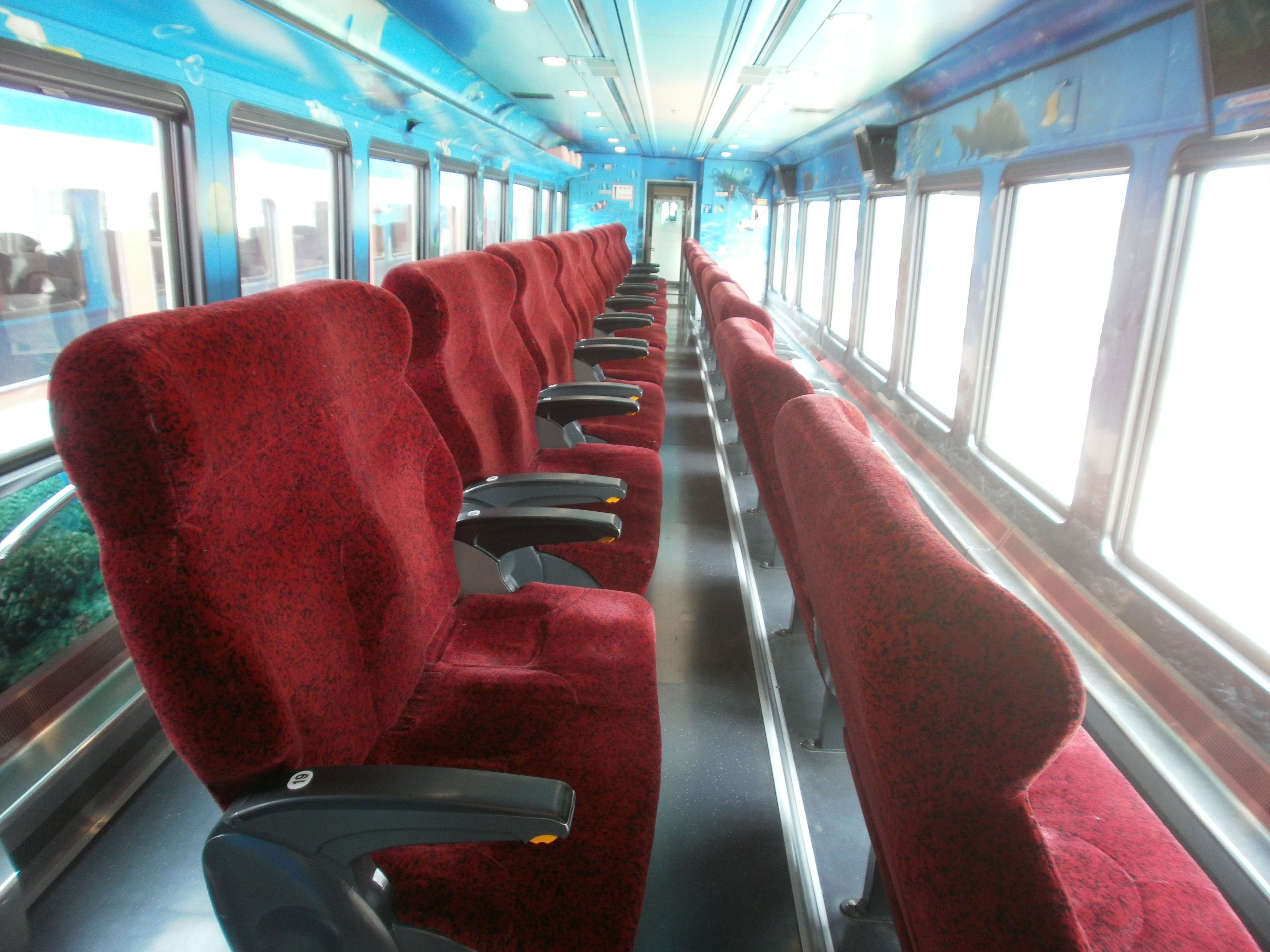
2호차 특실 내부
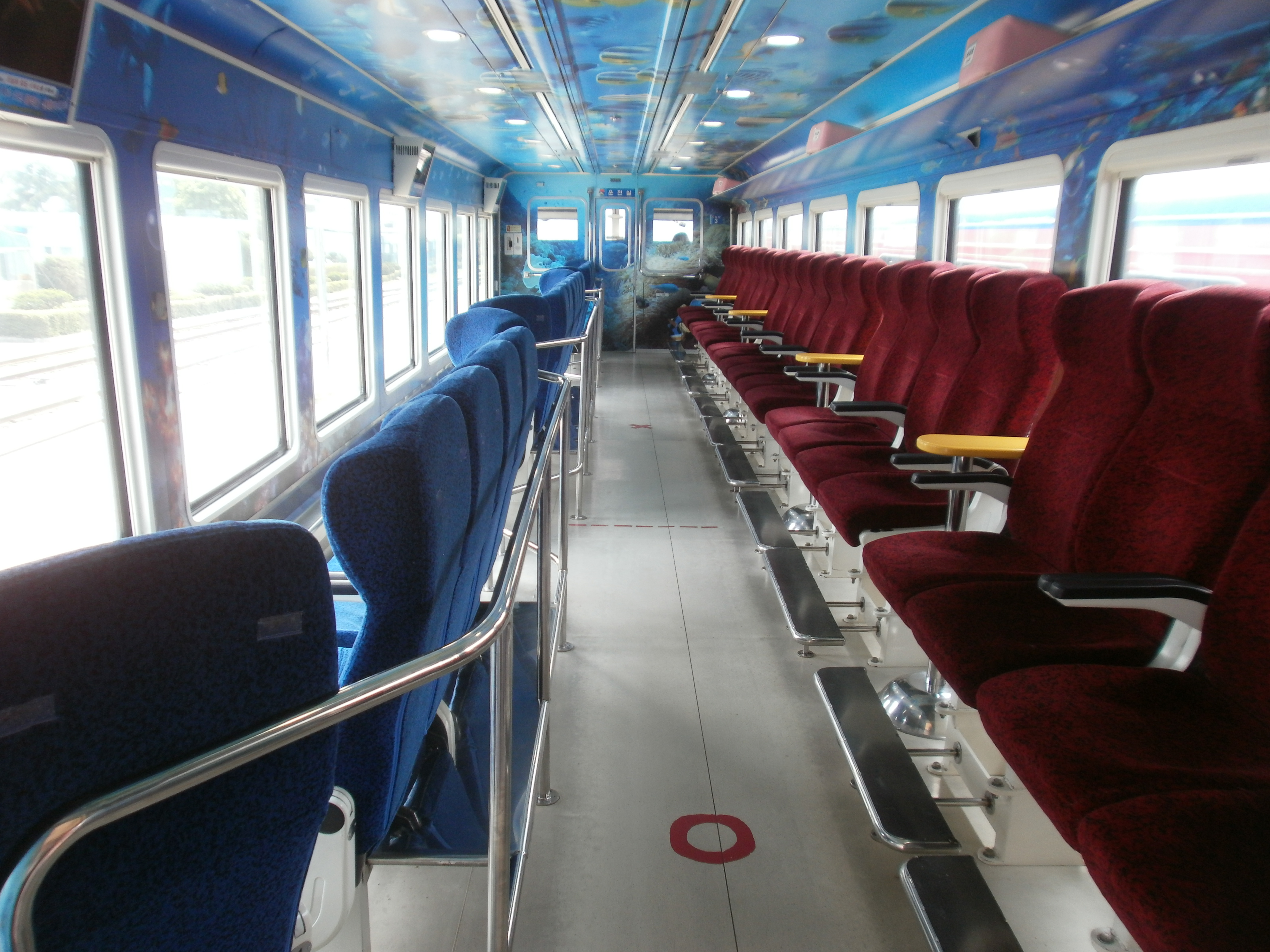
4호차 일반실 내부
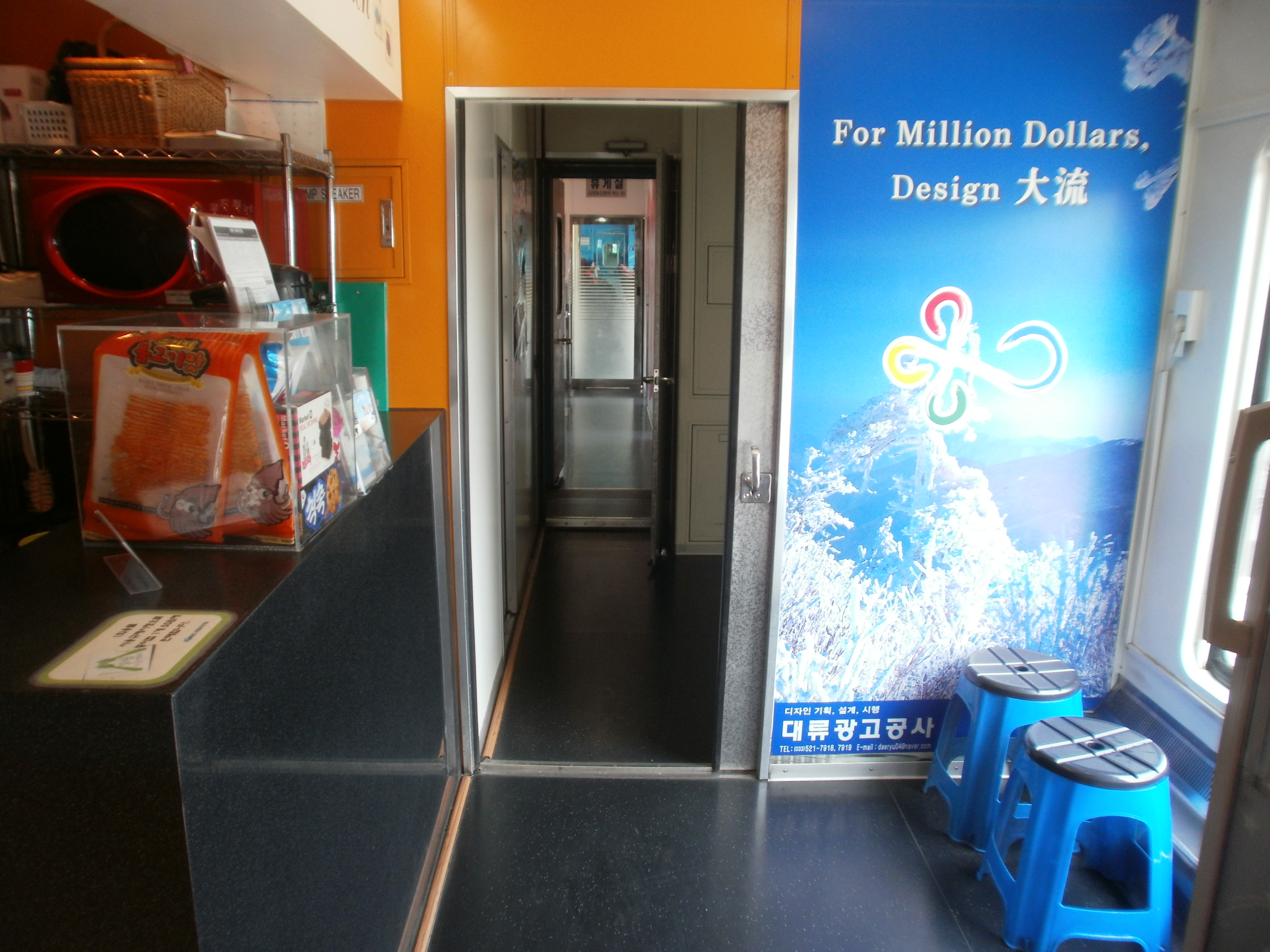
스낵바 내부

## 같이 보기
- 정동진
- 정동진역
- 썬크루즈 리조트 & 요트